# Bematha transversata
Bematha transversata är en fjärilsart som beskrevs av Alfred Ernest Wileman och Reginald James West 1929.
Bematha transversata ingår i släktet Bematha och familjen nattflyn. Inga underarter finns listade i Catalogue of Life.